# カスパーゼ-1

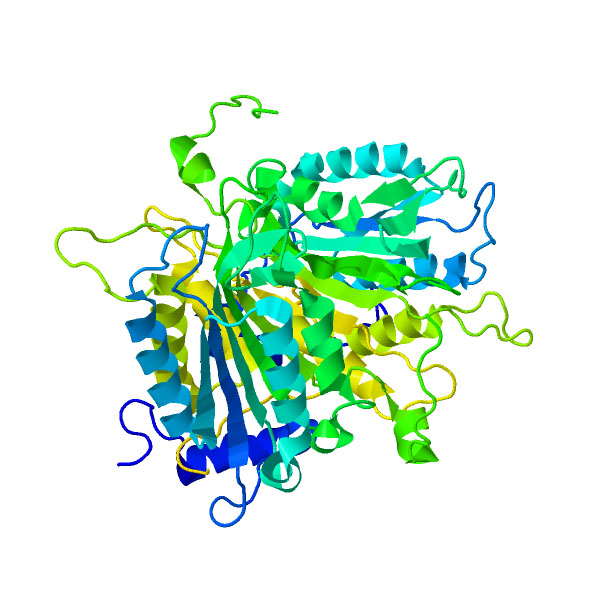
カスパーゼ-1酵素前駆体

カスパーゼ-1（英: caspase-1）は進化的に保存された酵素であり、炎症性サイトカインであるインターロイキン-1β（IL-1β）、インターロイキン-18（IL-18）前駆体のタンパク質分解による切断や、パイロトーシスの誘導因子であるガスダーミンDの活性型成熟ペプチドへの切断を行う。インターロイキン-1β変換酵素（interleukin-1β converting enzyme、ICE）としても知られる。カスパーゼ-1は、炎症応答の開始因子として細胞性免疫に中心的な役割を果たす。カスパーゼ-1はインフラマソーム複合体の形成を介して活性化されると、IL-1βとIL-18の2つの炎症性サイトカインの切断・活性化によって炎症促進応答を開始するとともに、ガスダーミンDの切断によって溶解性プログラム細胞死経路であるパイロトーシスを開始する。カスパーゼ-1によって活性化された2つの炎症性サイトカインは細胞から分泌され、さらに近隣の細胞での炎症応答を誘導する。

## 細胞での発現
カスパーゼ-1は動物界の多くの真核生物で進化的に保存されている。炎症免疫応答に関与しているため、肝臓、腎臓、脾臓、血液（好中球）などの免疫器官で高度に発現している。感染後、炎症応答を増幅するポジティブフィードバック機構によってカスパーゼ-1の発現は上昇する。

## 構造
カスパーゼ-1は酵素前駆体として産生され、その後20 kDa（p20）と10 kDa（p10）のサブユニットへと切断されて活性型酵素となる。活性型カスパーゼ-1はp20とp10からなるヘテロ二量体からなり、p20とp10の双方にまたがって存在する活性部位を持つ触媒ドメインや、CARDドメイン（caspase activation and recruitment domain）を含む。インフラマソームの形成の際、カスパーゼ-1はASCやNLRC4など他のCARD含有タンパク質とCARD-CARD間相互作用を行う。

## 調節

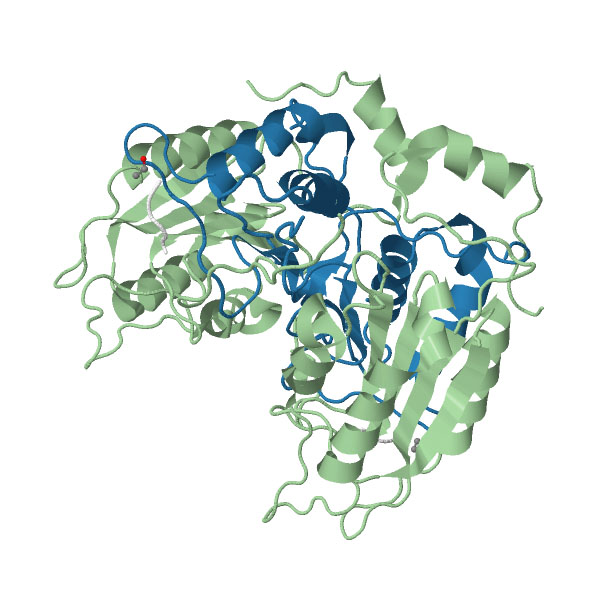
阻害型カスパーゼ-1。p10（青）とp20（緑）。

インフラマソームの構造の一例。構造の中心に触媒ドメインが存在し、外側にセンサードメインが存在する。

### 活性化

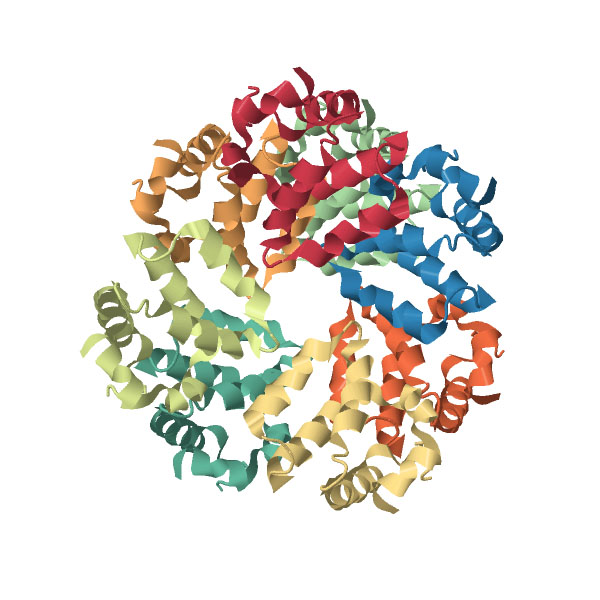
CARD-CARD間相互作用によるリング構造の形成

カスパーゼ-1は通常は生理的に不活性な酵素前駆体として存在し、インフラマソーム複合体へと組み立てられた際にp10とp20サブユニットへと自己切断を行うことで自己活性化を行う。インフラマソーム複合体は、NLRファミリーやAIM-1（Absent in Melanoma）様受容体などのシグナル特異的センサータンパク質、ASCなどのアダプタータンパク質、そしてカスパーゼ（この場合はカスパーゼ-1）の三量体からなるリング状の複合体である。NLRP1やNLRC4のようにシグナルセンサータンパク質自体がCARDを持っている場合には、直接的なCARD-CARD間相互作用が行われて複合体にアダプタータンパク質が存在しない場合もある。さまざまなセンサータンパク質とアダプタータンパク質が存在し、それらの組み合わせによって特定のシグナルに対するインフラマソームの応答が決定される。その結果、細胞は受けた危険信号の深刻さに応じて、さまざまな程度の炎症応答を起こすことが可能となる。

### 阻害
CARD only protein（COP）はその名が示す通り、CARDドメインのみを持ち、触媒活性を持たないタンパク質である。インフラマソームの形成にはCARD-CARD間相互作用が重要であるため、多くのCOPはカスパーゼの活性化の阻害因子として機能することが知られている。カスパーゼ-1の場合、特異的COP（ICEBERG、COP1（ICE/Pseudo-ICE）、INCA（Inhibitory Card））の遺伝子は全てカスパーゼ-1をコードするCASP1遺伝子座の近傍に位置し、遺伝子重複とその後の触媒ドメインの欠失によって生じたものであると考えられている。これらは全てCARD-CARD間相互作用によってインフラマソームと相互作用するが、これらが阻害機能を発揮する機構や阻害の効率性はそれぞれ異なる。
例えば、ICEBERGはカスパーゼ-1のフィラメント形成の核となり、フィラメントに取り込まれるが、インフラマソームの活性化を阻害する能力は持っていない。カスパーゼ-1と他の重要なCARD含有タンパク質との相互作用を阻害することでカスパーゼ-1の活性化を抑制すると考えられている。
一方INCAは、カスパーゼ-1のCARDドメインのオリゴマーにキャップをし、インフラマソームフィラメントへのさらなる多量体化を防ぐことでインフラマソームの組み立てを直接阻害する。
同様に一部のPOP（Pyrin only protein）も、インフラマソームの形成に関与するPyrinドメイン間相互作用を遮断することでインフラマソームの活性化を阻害し、カスパーゼ-1の活性化を調節することが知られているが、その正確な機構は解明されていない。
阻害剤
- ベルナカサン（英語版） (VX-765) [22]
- プラルナカサン (VX-740) [23]

## 機能

### タンパク質分解
活性化されたカスパーゼ-1はIL-1β前駆体とIL-18前駆体をタンパク質分解によって切断し、活性型のIL-1βとIL-18を形成する。活性型となったサイトカインは下流の炎症応答を引き起こす。また、カスパーゼ-1はガスダーミンDを活性型へ切断し、パイロトーシスを引き起こす。

### 炎症応答
サイトカインは成熟すると下流のシグナル伝達イベントを開始し、炎症促進応答を誘導するとともに、抗ウイルス遺伝子の発現を活性化する。応答の速度、特異性、種類は、受けたシグナルとシグナルを受けたセンサータンパク質の双方に依存している。インフラマソームによって認識されるシグナルには、ウイルス由来の二本鎖RNA、尿素、フリーラジカル、細胞の危険と関係した他のシグナルや他の免疫応答経路の副産物などがある。
成熟型サイトカイン自体には小胞体-ゴルジ分泌経路への移行に必要な選別配列は含まれておらず、そのため一般的な経路で細胞から分泌されるわけではない。また、これらの炎症性サイトカインの放出はパイロトーシスによる細胞の破裂に依存したものではなく、実際には能動的な過程であると考えられているが、この仮説を支持する証拠と支持しない証拠の双方が得られている。多くの細胞種において、パイロトーシスの徴候が全くないにもかかわらずサイトカインが分泌されているという事実は、この仮説を支持している。しかし一部の実験では、ガスダーミンDの機能喪失変異体では、サイトカインの切断は正常に行われるが分泌能力がないことが示されており、実際には何らかの形でパイロトーシスが分泌に必要である可能性が示唆されている。

### パイロトーシス応答
炎症応答後、活性化されたカスパーゼ-1は受けたシグナルや、シグナルを受けたインフラマソームのセンサードメインタンパク質に依存して、細胞溶解型の細胞死であるパイロトーシスを引き起こすことがある。パイロトーシスが完全な炎症応答に必要かどうかは明らかではないが、パイロトーシスが起こる前には炎症応答が完全に必要である。パイロトーシスの誘導のためにカスパーゼ-1はガスダーミンDを切断するが、それが直接パイロトーシスを引き起こすのか、または何らかのシグナル伝達カスケードを介しているのか、その正確な機構は明らかではない。

### 他の役割
カスパーゼ-1は壊死を誘導することも示されており、さまざまな発生段階で機能している可能性もある。マウスの同様のタンパク質の研究からはハンチントン病の病因に関与していることが示唆されている。選択的スプライシングによって、遺伝子からは5種類の異なるアイソフォームをコードする転写産物が生じる。近年の研究からは、HIVによるCD4陽性T細胞の細胞死と炎症の促進にカスパーゼ-1が関与していることが示唆されている。これらはHIVによる疾患のAIDSへの進行を推進する2つの特徴的なイベントである。またカスパーゼ-1の活性は、細菌や免疫複合体の貪食後のリソソームの酸性化にも関与していることが示唆されている。